# Anja Hansen
Anja Byrial Hansen (Horsens, 1 de novembro de 1973) é uma ex-handebolista profissional dinamarquesa, bicampeã olímpica.
Camilla Andersen fez parte do elenco medalha de ouro, de Atlanta 1996.